# Glaïeul
Gladiolus
Genre
Classification phylogénétique
Les Glaïeuls (Gladiolus) sont un genre de plantes de la famille des Iridacées qui compte plus de 260 espèces. 
Ce sont des plantes vivaces à cormes qui sont maintenant largement utilisées comme plantes ornementales en massifs ou pour la production de fleurs coupées.
Le nom glaïeul dérive du latin gladius, signifiant « glaive ». Gladiolus, qui signifie « petit glaive » en latin, fait référence à la forme des feuilles. Ces dernières sont surmontées par une inflorescence en épi.
Suivant les espèces, la taille de la plante est variable.

## Usages alimentaires
Selon l'ethnobotaniste François Couplan (2009), le rhizome de Gladiolus atroviolaceus (trouvé en Grèce et en Turquie) est encore consommé en Anatolie.

## Répartition dans le monde

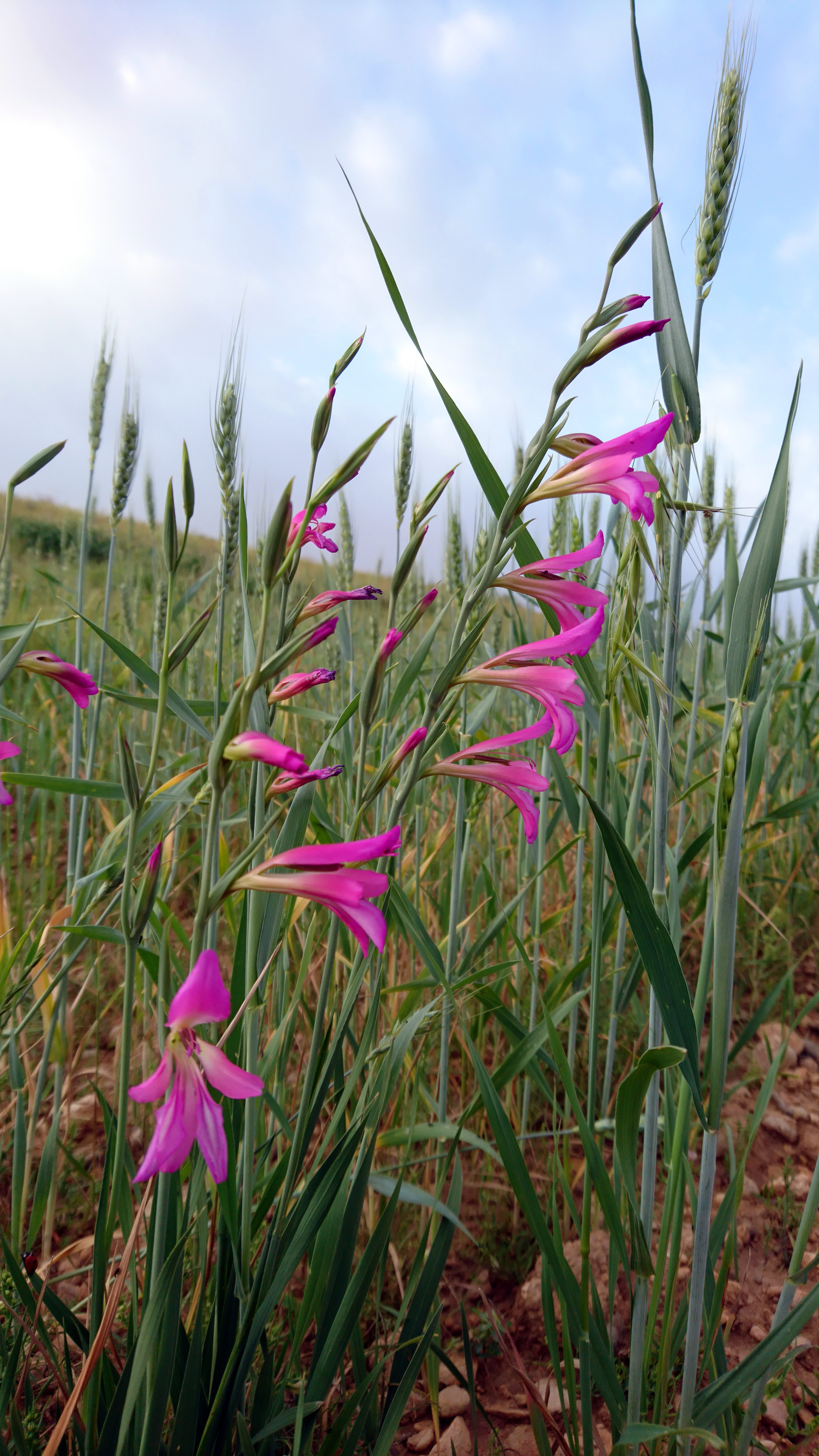
Glaïeul des moissons à Behbahan, Iran.

La plupart des espèces sont originaires d'Afrique du Sud, mais on trouve aussi certaines espèces à l'état sauvage en Eurasie, autour du bassin méditerranéen et en Afrique de l'Est. On compte environ 10 espèces en Eurasie contre 150 en Afrique du Sud et 76 en Afrique tropicale. Ce sont donc des plantes très hémérochores.

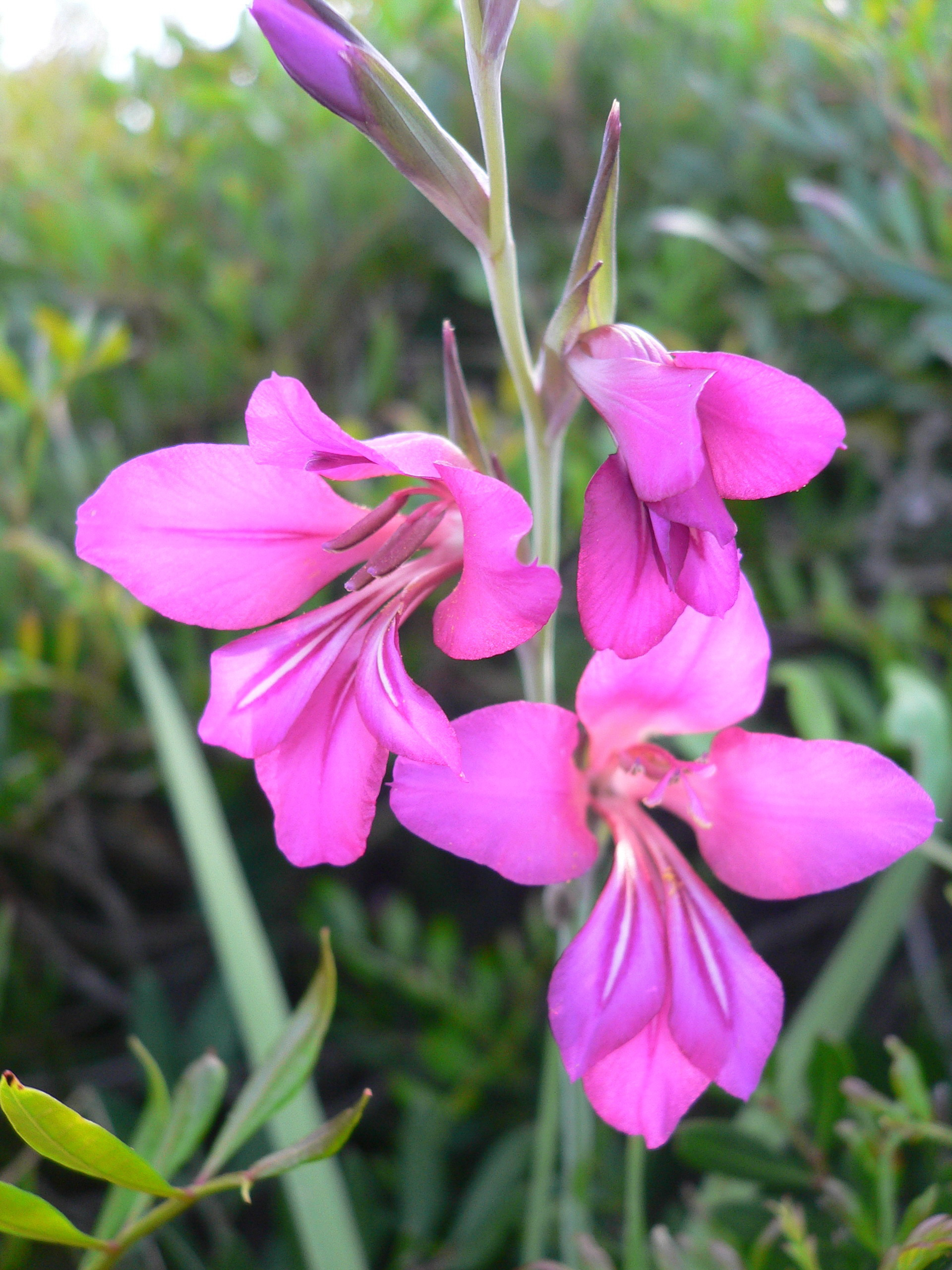
Glaïeul commun
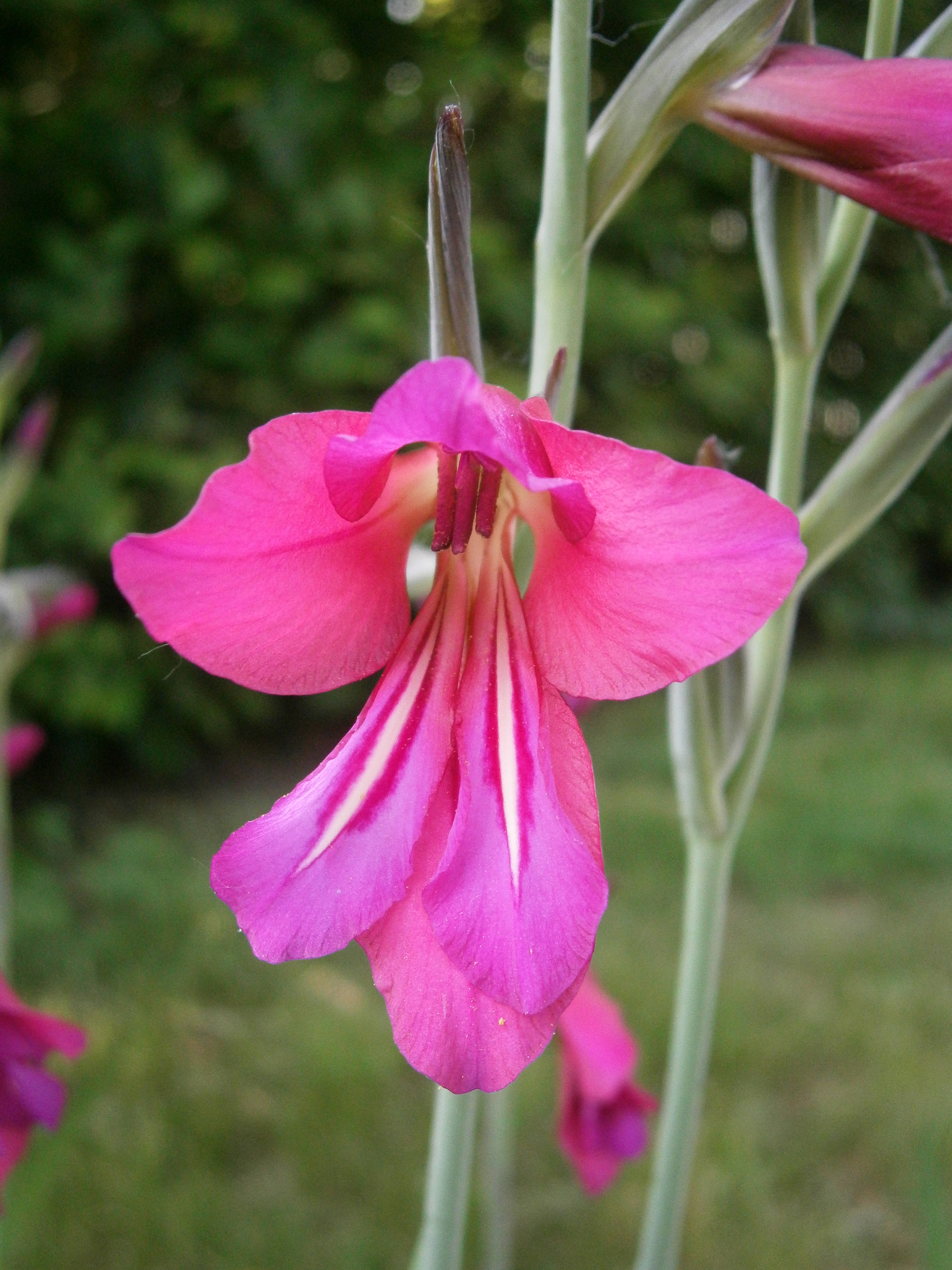
Glaïeul de Byzance
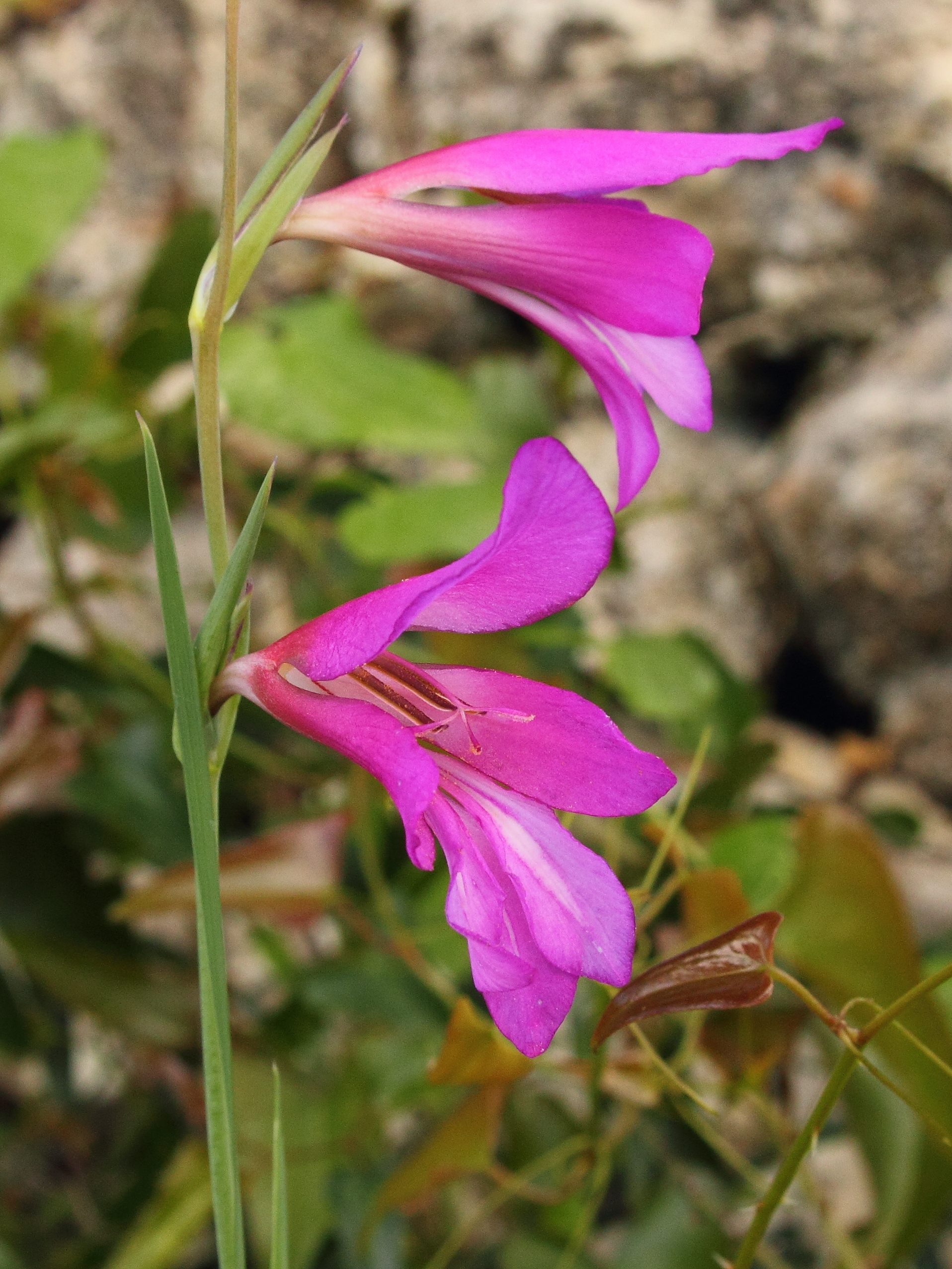
Glaïeul d'Illyrie
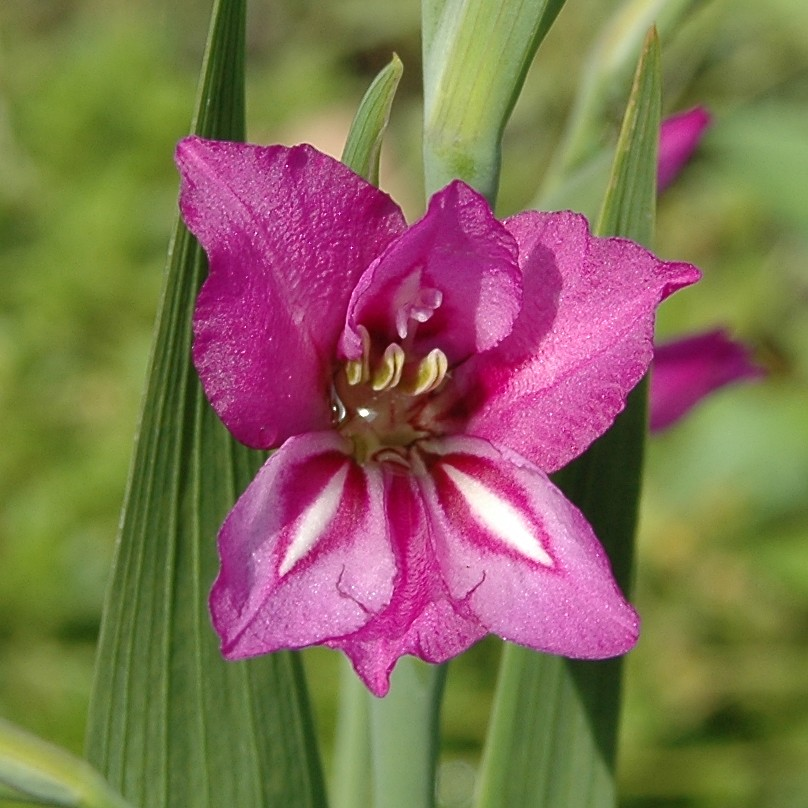
Glaïeul imbriqué
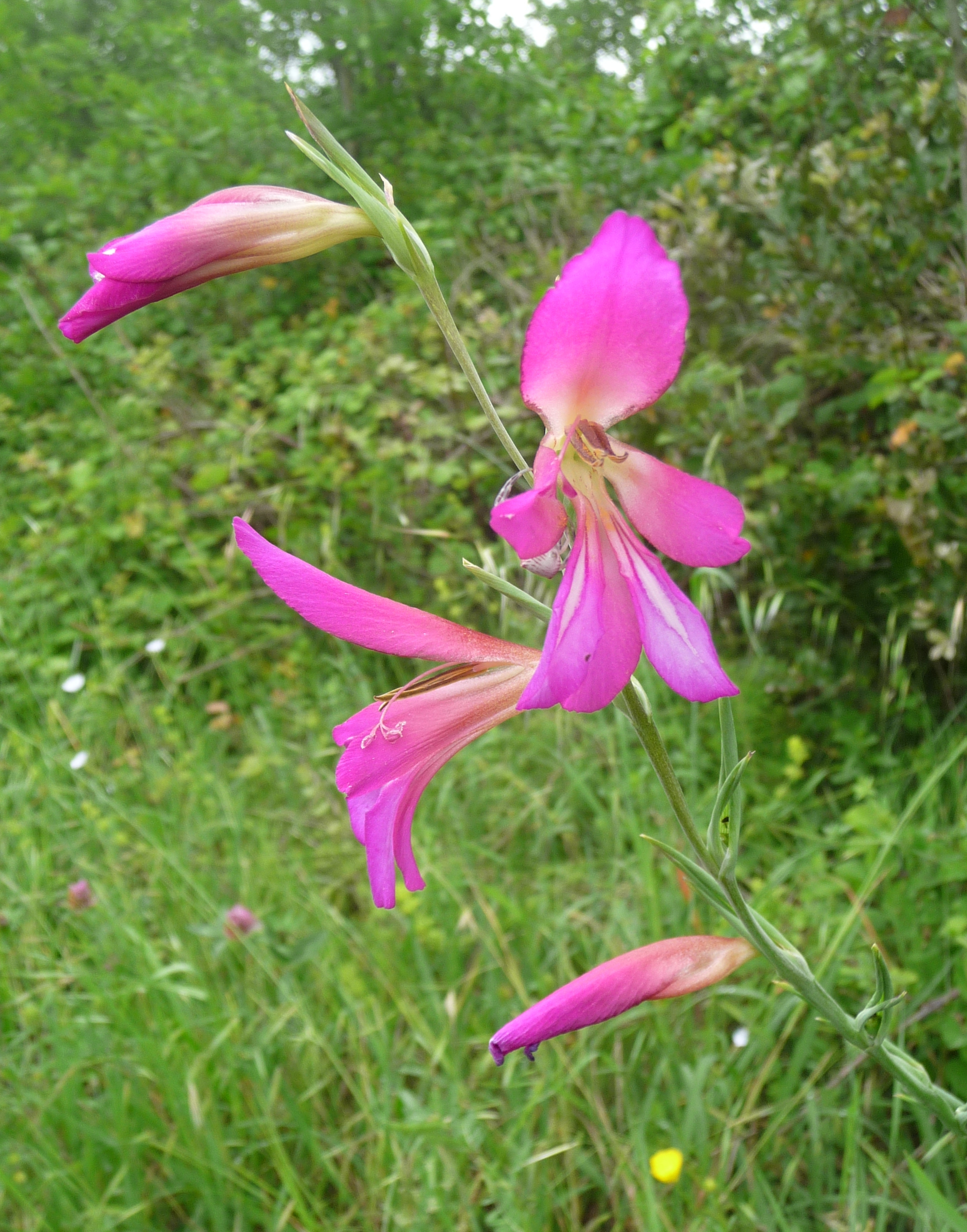
Glaïeul des moissons
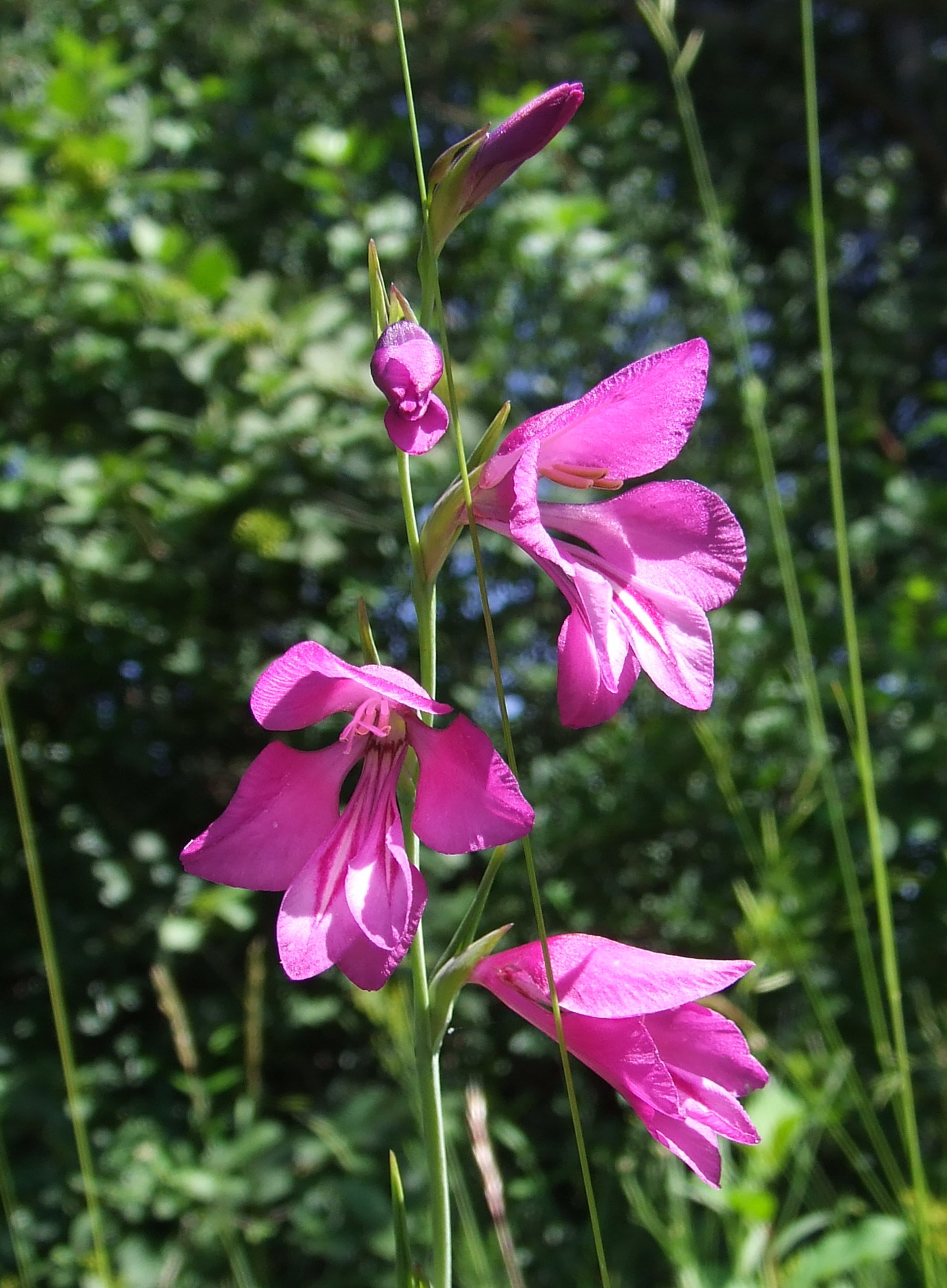
Glaïeul des marais

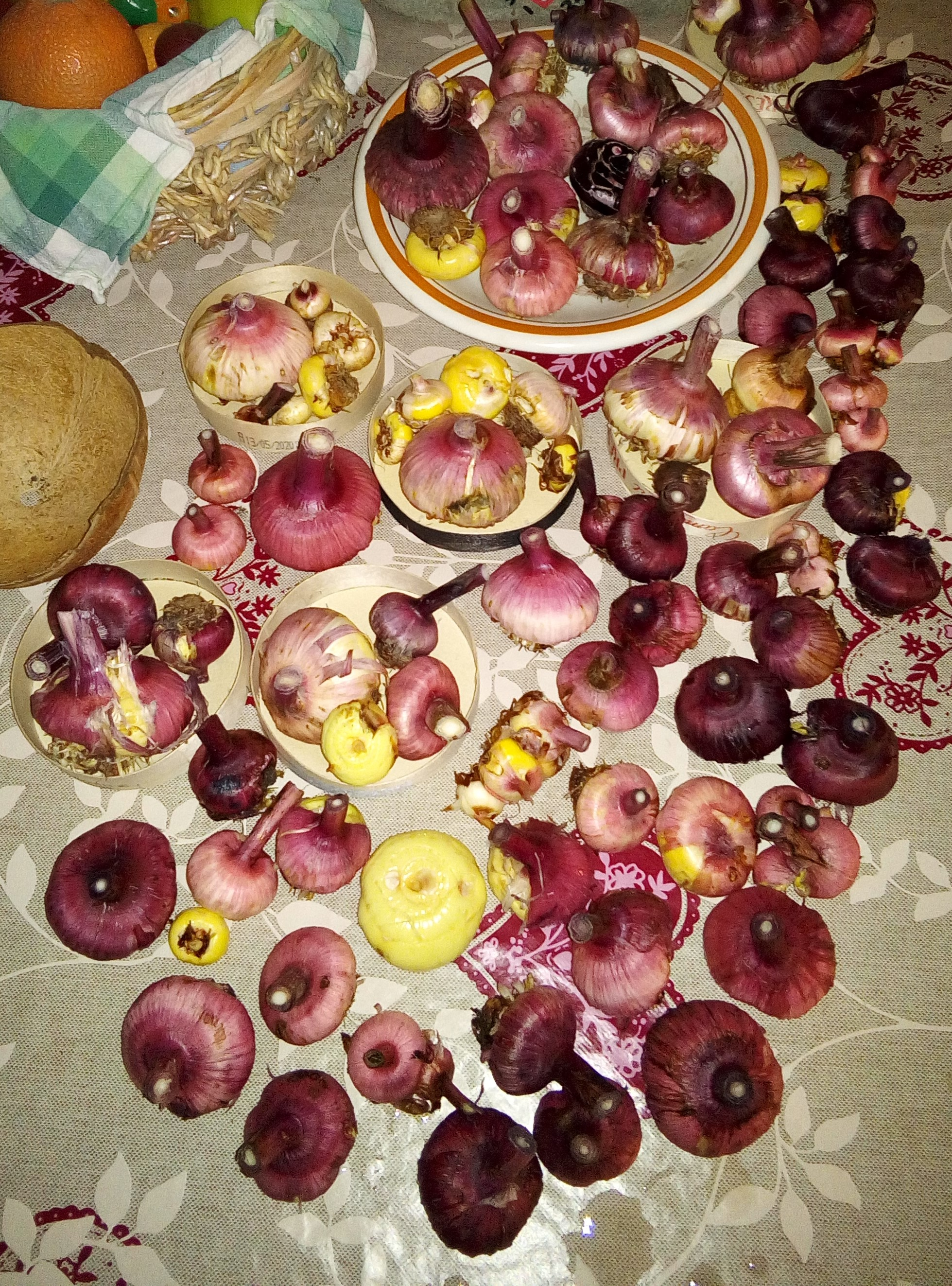
Cormes de glaïeuls en France
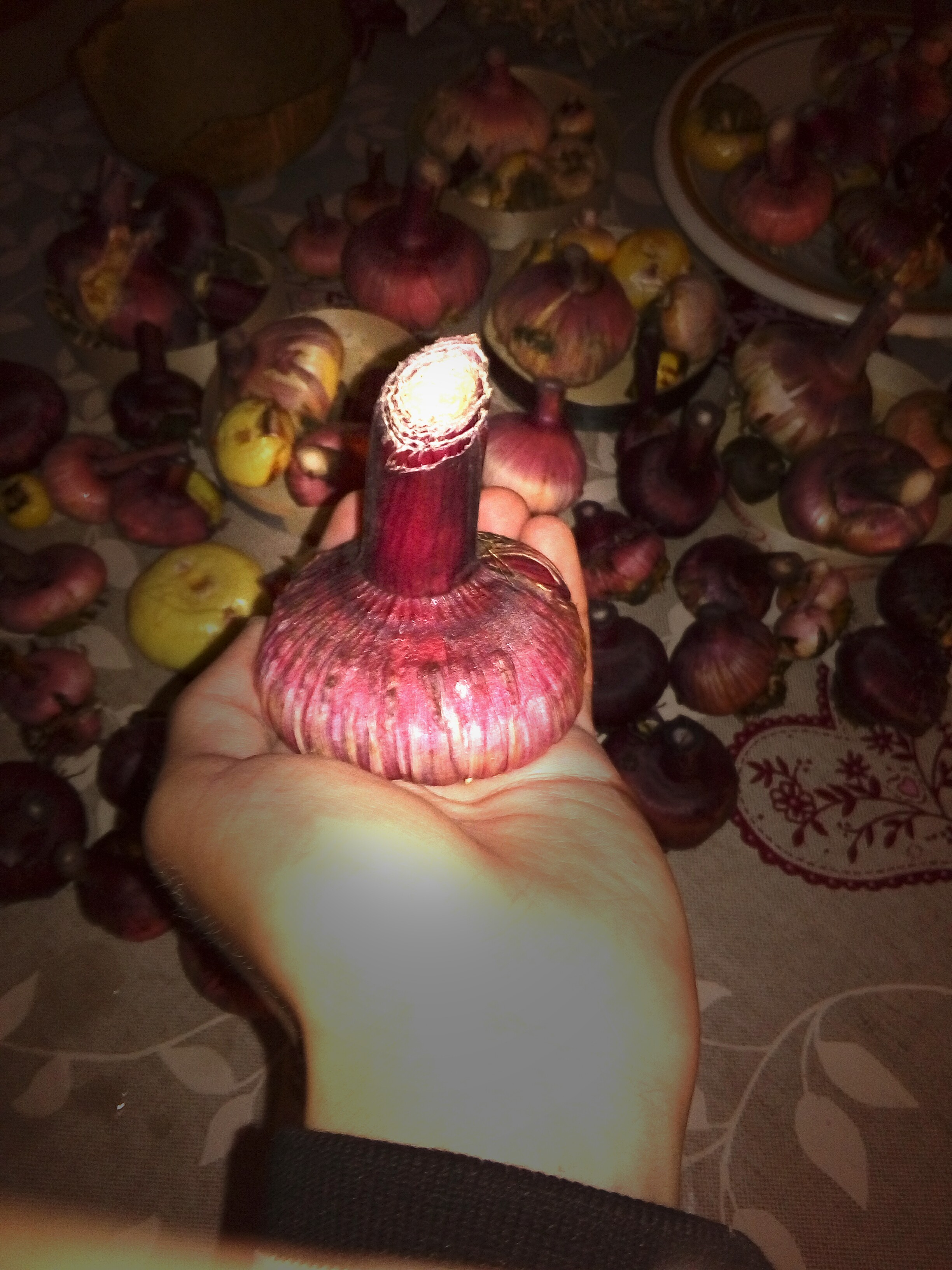
Un corme de glaïeul
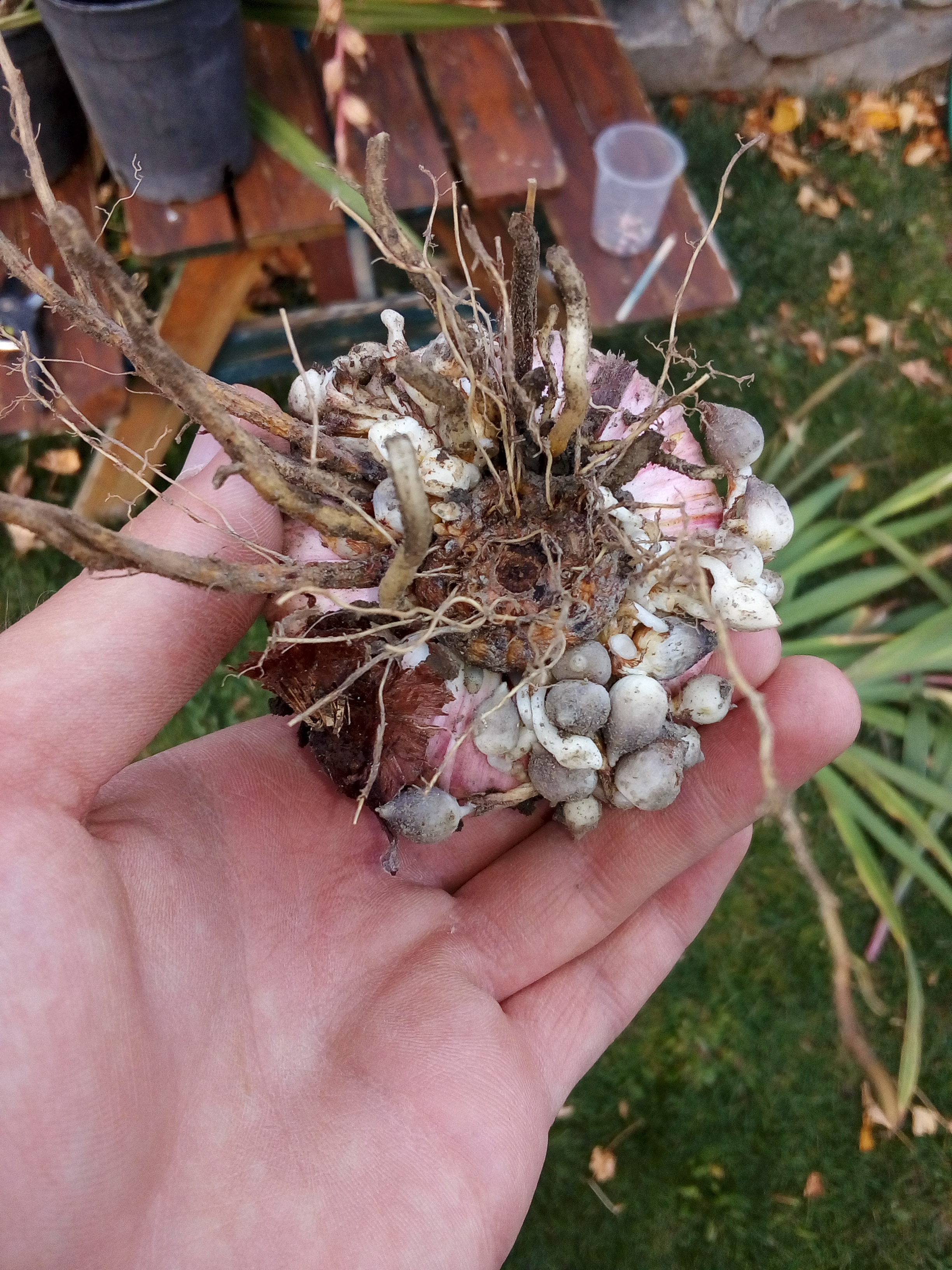
Racines d'un corme de glaïeul.

### En France
Il fait partie des plantes dont la culture est recommandée dans les jardins du domaine royal par le capitulaire De Villis, un acte législatif émis par Charlemagne vers la fin du VIIIe siècle ou au début du IXe siècle. En France, on peut rencontrer les espèces suivantes, :
- Gladiolus communis (en) L. - glaïeul commun
- Gladiolus × byzantinus Mill. (Syn. Gladiolus × bornetii Ardoino) - glaïeul de Byzance. Ce glaïeul, appelé aussi G. communis subsp. byzantinus, est selon la Kew World Checklist un hybride Gladiolus dubius × Gladiolus italicus[9],[10]
- Gladiolus dubius Guss. - glaïeul douteux
- Gladiolus gallaecicus Pau ex J.M. Tison & Ch. Girod (Syn. Gladiolus illyricus auct.gall., non Gladiolus illyricus W.D.J.Koch. - les plantes françaises et espagnoles ayant improprement été rapportées à cette espèce d'Europe orientale)[7],[8].
- Gladiolus imbricatus L. - glaïeul imbriqué - les populations françaises rapportées à ce taxon sont en réalité d'origine hybride[11].
- Gladiolus italicus Mill. - glaïeul des moissons ou glaïeul d'Italie[12]
- Gladiolus palustris Gaudin - glaïeul des marais

Autres espèces :
- Gladiolus murielae (= Gladiolus callianthus, = Acidanthera bicolor)  - glaïeul d'Abyssinie
- Gladiolus actinomorphanthus P.A.Duvign. & Van Bockstal

### En République Démocratique du Congo
La composition spécifique des sols du Katanga et en particulier leur richesse en cuivre et autres minéraux variés procurent aux glaïeuls locaux leurs spécificités décrites entre autres par Paul Duvigneaud et Liliane Van Bockstal au début des années 1960.
- Gladiolus actinomorphanthus P.A.Duvign. & Van Bockstal
- Gladiolus curtilimbus P.A.Duvign. & Van Bockstal ex S.Córdova
- Gladiolus ledoctei P.A.Duvign. & Van Bockstal
- Gladiolus duvigneaudii Van Bockstal
- Gladiolus fungurumeensis P.A.Duvign. & Van Bockstal
- Gladiolus gregarius var. angustifolius (Van Bockstal) Geerinck
- Gladiolus klattianus subsp. angustifolius Van Bockstal
- Gladiolus microspicatus P.A.Duvign. & Van Bockstal ex S.Córdova
- Gladiolus mitwabaensis P.A.Duvign. & Van Bockstal ex S.Córdova
- Gladiolus peschianus P.A.Duvign. & Van Bockstal
- Gladiolus pungens P.A.Duvign. & Van Bockstal ex S.Córdova
- Gladiolus salmoneicolor P.A.Duvign. & Van Bockstal ex S.Córdova
- Gladiolus tshombeanus P.A.Duvign. & Van Bockstal
- Gladiolus tshombeanus var. parviflorus P.A.Duvign. & Van Bockstal

## Langage des fleurs
Dans le langage des fleurs, le glaïeul symbolise le rendez-vous ou l'indifférence.